# Wangerland
Wangerland er en kommune i Landkreis Friesland i den tyske delstat Niedersachsen. Den ligger ved kysten til Nordsøen, omtrent 20 km nordvest for Wilhelmshaven, og 10 km nord for Jever. Kommunens administration ligger i landsbyen Hohenkirchen.

## Geografi
Kommunen Wangerland ligger på den nordøstlige del af halvøen Østfrisland direkte ud til Nordsøen. Mod Nord og øst har kommunen en 27 kilometer lang kystlinje. Vaderne ud for er en del af Nationalpark Niedersächsisches Wattenmeer.

### Inddeling
Kommunen består udover administrationsbyen Hohenkirchen følgende landsbyer og bebyggelser: Altgarmssiel, Förrien, Friederikensiel, Hooksiel, Horumersiel, Middoge, Minsen, Neugarmssiel, Oldorf, Schillig, Tettens, Waddewarden og Wiarden. 